# غاري جي. داهل
غاري جي. داهل (بالإنجليزية: Gary G. Dahl)‏ هو سياسي أمريكي، ولد في 5 ديسمبر 1940 في ليك ميلز في الولايات المتحدة. نشط حزبياً في الحزب الجمهوري. وقد انتخب عضو مجلس ولاية إلينوي.